# Peñalver (Guadalajara)
Peñalver ist ein Ort und eine Gemeinde (municipio) mit 181 Einwohnern (Stand: 2024) im Südwesten der Provinz Guadalajara in der Autonomen Gemeinschaft Kastilien-La Mancha. 

## Lage und Klima
Peñalver liegt in einer Höhe von ca. 1030 m in der Kulturlandschaft der Alcarria. Die Entfernung zur westnordwestlich gelegenen Provinzhauptstadt Guadalajara beträgt ca. 21 Kilometer (Fahrtstrecke). Das Klima ist gemäßigt bis warm; Regen (578 mm/Jahr) fällt übers Jahr verteilt.

## Bevölkerungsentwicklung
| Jahr      | 1970 | 1981 | 1991 | 2001 | 2011 | 2021 |
| Einwohner | 1016 | 316  | 306  | 232  | 221  | 150  |

## Sehenswürdigkeiten

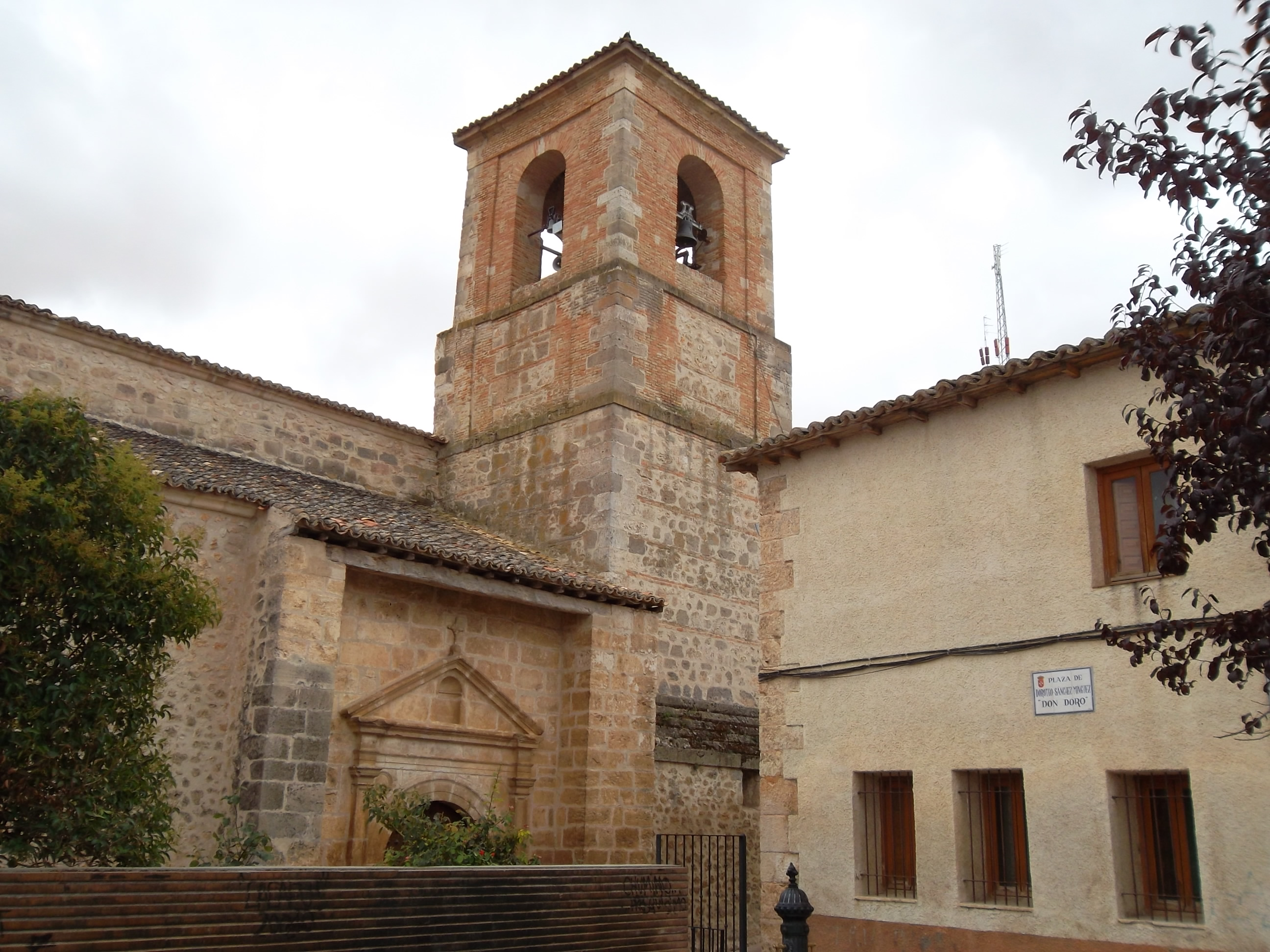
Eulalienkirche
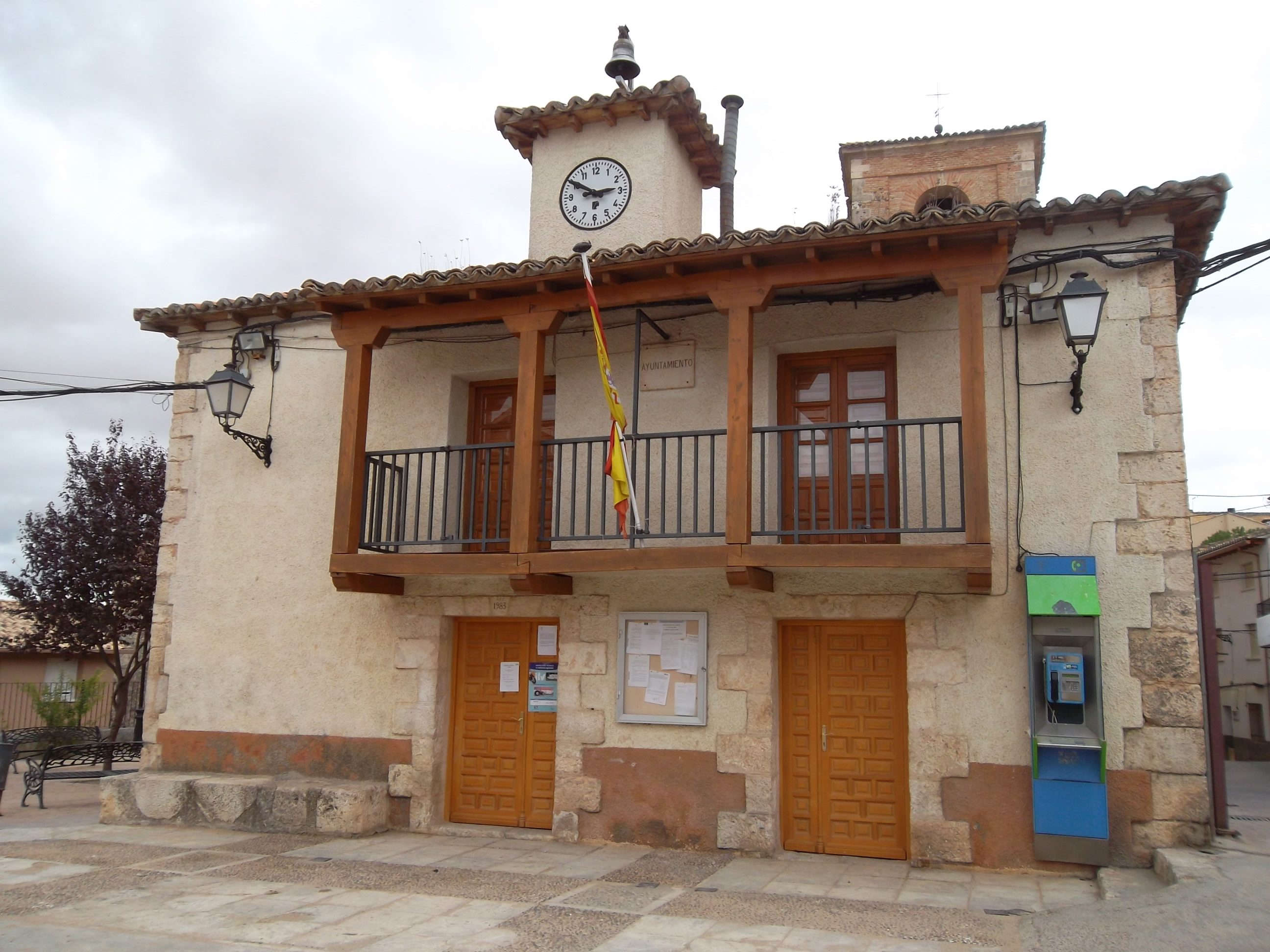
Rathaus

- Rochuskapelle
- Christuskapelle

- Eulalienkirche
- Rathaus